# Darrin Klimek
Darrin Klimek (* 8. Januar 1970 in Vancouver, Kanada) ist ein kanadischer Filmschauspieler und Kunstfotograf.

## Leben
Er debütertie 1994 als Taxifahrer im Dramedy Muriels Hochzeit. Im Anschluss spielte er bis 2012 als Schauspieler in Fernsehserien, Kriminal-, Kriegs- und Kurzfilmen in Kanada, in den Vereinigten Staaten und in Australien. Im Jahr 2003 schloss er in New York City die School of Visual Arts (SVA) in den Fächern Film und Fotografie als Bachelor ab.
Darrin Klimek ist ebenfalls als Kunstfotograf in Toronto tätig. Im Jahr 2011 nahm er in Vancouver einen Kurzfilm über den 23-jährigen, an Tourette-Syndrom erkrankten, Mandeep Sanghera auf. Der Kurzfilm Mandeep ist 2011 beim Toronto International Film Festival (TIFF) vorgeführt worden.

## Publikationen
Als Illustrator
- Elisabeth Vaughan: Warsworn / Vengeance. J’ai lu, Paris 2009, ISBN 978-2-290-01441-7

## Filmografie (Auswahl)
- 1994: Muriels Hochzeit (Muriel’s Wedding)
- 1995: Space 2063 (Space: Above and Beyond, Fernsehserie, eine Folge)
- 1996: Pacific Drive (Fernsehserie)
- 1998: Meteoriten! (Meteorites!, Fernsehfilm)
- 1998: Water Rats – Die Hafencops (Water Rats, Fernsehserie, eine Folge)
- 1995–1999: Flippers neue Abenteuer (Flipper, Fernsehserie, 5 Folgen)
- 1998: Der schmale Grat (The Thin Red Line)
- 1999: Big Sky (Fernsehserie, 2 Folgen)
- 2000: Higher Ground (Fernsehserie, eine Folge)
- 2000: First Wave – Die Prophezeiung (First Wave, Fernsehserie, eine Folge)
- 2001: Andromeda (Fernsehserie, 2 Folgen)
- 2001: Black of Life (Fernsehserie, 2 Folgen)
- 2002: Smallville (Fernsehserie, eine Folge)
- 2002: Auf kalter Spur (Cold Squad, Fernsehserie, eine Folge)
- 2002: Trust (Kurzfilm)
- 2003: Dreamcatcher
- 2003: Dead Like Me – So gut wie tot (Dead Like Me, Fernsehserie, eine Folge)
- 2004: The L Word – Wenn Frauen Frauen lieben (The L Word, Fernsehserie, eine Folge)
- 2011: Flashpoint – Das Spezialkommando (Flashpoint, Fernsehserie, eine Folge)
- 2012: Nikita (Fernsehserie, eine Folge)